# Marciszów
Pour la gmina, voir Marciszów (gmina).
Marciszów est une localité polonaise et siège de la gmina de Marciszów, située dans le powiat de Kamienna Góra en voïvodie de Basse-Silésie.